# Medalla al Mèrit en el Treball
La Medalla al Mèrit en el Treball és una condecoració espanyola de caràcter civil que es concedeix a una persona, corporació, associació, entitat o empresa, en mèrit d'una conducta útil i exemplar en l'acompliment de qualsevol treball, professió o servei habitualment exercit; o en compensació de danys i sofriments patits en el compliment d'aquest deure professional.
La condecoració va ser creada per Fernando Borja en 1926 pel govern presidit pel General Primo de Rivera, suprimida durant la República i restaurada i modificada en 1942. En 1960 s'aprova un nou reglament. El reglament vigent en l'actualitat és de 1982.

## Categories
La Medalla consta de les següents categories:
- Medalla d'or: equiparable a la categoria de Gran Creu. Les persones condecorades amb la Medalla d'or tindran el tractament d'excel·lència.
- Medalla de plata: equiparable a la categoria de Comanador amb placa o de nombre. Les persones condecorades amb la Medalla de plata tindran el tractament d'il·lustríssim.
- Medalla de bronze: equiparable a la de Cavaller.